# Rudolf Jenny
Rudolf Jenny ( n. 1953 ) es un botánico y orquideólogo suizo de renombre mundial.
Ha desarrollado una labor muy grande de taxonomía de las Stanhopeinae. Realiza sus investigaciones en el Departamento de Botánica Sistemática de Allmendingen bei Bern.

## Algunas publicaciones
- 1991. "Gongorinae, 7. Stanhopea, Teil IX - Stanhopea anfracta Rolfe, Stanhopea pozoi Dodson & Bennett, Stanhopea shuttleworthii Rchb.f." En: Die Orchidee 42: 295

- 1993a. "The Genus Stanhopea." En: Orchids 62(12):1270-1277; incluye una "Lista Preliminar de spp. Stanhopea." [fotos de: S. shuttleworthii, hernandezii, jenischiana x connata, eccornuta, deltoidea, connata, candida, tricornis; Embreea rodigasiana; Stan. Mem. Paul Allen]

- 1993b. Monograph of the genus Gongora Ruiz & Pavon. Editor Koeltz Scientific Books, 136 pp. ISBN 1878762257

- 1998 a. "Un híbrido natural del gro. Stanhopea muy poco visto." En: Orquideophilo 6(1): 41-43, incl. fotos color, dibujos, y map. [S. x herrenhusana, reichenbachiana, tricornis, tricornis ssp. stenochila]

- 1998 b. "Un híbrido natural del gro. Stanhopea muy poco visto, Parte II." En: Orquideophilo 6(2): 47-49, incl. fotos color, dibujos, y mapa [S. tricornis ssp. stenochila]

- 1999. The Gongorinae: 7. Stanhopea: part 19. Caesiana N.º 12, pp. 11-20 [Stanhopea anfracta & S. pozoi]

- 2003. "The Genus Stanhopea. Part 1: S. anfracta to S. napoensis." En: Caesiana N.º 21, suplemento. 200 fotos color, 160 pp. italiano/inglés, cubre 32 especies

- 2004. Genus Stanhopea. Ed. Caesiana. 291 pp., 363 ilustrs.

Publica habitualmente sus identificaciones y clasificaciones de sus más de cien nuevas especies en : Orchids; Orchidee; Caesiana; Novon; Austral. Orchid Rev.; Monogr. Genus Gongora; Orquidário; Schlechteriana; Lankesteriana; Brittonia; Orchid Dig.
- La abreviatura «Jenny» se emplea para indicar a Rudolf Jenny como autoridad en la descripción y clasificación científica de los vegetales.[2]